# Guillermo González Sánchez
Guillermo González Sánchez (Santo Domingo, 3 de noviembre de 1900-Ib. 13 de noviembre de 1970), fue un arquitecto]] dominicano, considerado el padre de la arquitectura moderna en la República Dominicana.
Fue un arquitecto importante en la era del dictador Rafael Leónidas Trujillo donde sus edificaciones diseñadas todavía se conservan en la Ciudad de Santo Domingo. 

## Biografía
González Sánchez era hijo de Gregorio González Lamarche (1872-1950), diplomático de carrera y sobrino del expresidente dominicano, Ignacio María González Santín (1838-1913) y Georgia Sánchez Campos del Junco (1871-1962), una heredera azucarera nacida en Matanzas, Cuba. La familia vivía en Filadelfia, Pensilvania y la ciudad de Nueva York antes de establecerse en Santo Domingo en 1908. Tuvo 6 hermanos: Mercedes Germana (1902-1988), Juana Delores (1904-1990), Alfredo Rafael (1906-1963), Oscar Fermin (1908-1929), Georgia (1910-1929) y Luz Sophia (1912-2004 ) La tragedia se produjo en julio de 1929 cuando los hermanos Oscar y Georgia murieron en un accidente automovilístico camino a La Vega.
Guillermo González Sánchez trabajó en los talleres de dibujo de la oficina de obras públicas de los invasores durante la ocupación norteamericana, aprendiendo los rudimentos del arte de la arquitectura.
González estudió en la Universidad Yale culminado sus estudios con las más altas calificaciones en 1930. El entrenamiento de la Escuela de Bellas Artes deja su importancia en todas las obras de González. En un viaje a Europa, González formado bajo las normas de la Beaux Arts, entra en contacto con el estilo moderno que se desarrollaba en Europa. En 1936 se casa en Málaga con Mercedes Fernández-Canivell y Sanchez, primogénita de una familia de la alta sociedad española. Regresa a República Dominicana en 1936 y desarrolla una enorme labor de diseño que deja algunas de las obras paradigmáticas del moderno en Santo Domingo.
La claridad de planteamiento, la simplicidad, pureza de formas y el confort, eran los conceptos que definían a Guillermo González, donde se ocupó de la significante de la historia de la arquitectura moderna.
Guillermo González se incorpora al movimiento racionalista-funcional de las superficies puras, los planos libres, las armonías neoplásticas y las influencias espaciales, en que cada artista elige los medios expresivos más convenientes a su intención. En sus cuarenta años de ejercicio profesional intenso pueden avalar a Guillermo González y su quehacer nacional dominicano. En toda su producción prevalece el esquema funcionalista a que nos hemos referido. Pero es notorio como enlaza continuamente su arquitectura a una poética innata a su personalidad y cultura. Su virtud de buen gusto transformaba en arquitectura todas las formas que surgían de su hábil diestra.

## Obras
La primera fundamentada en un esquema compositivo axial, fue programada para complementar una perspectiva tridimensional desde la avenida George Washington. La segunda, sigue siendo aun hoy, después de tantos años, uno de los mejores edificios de la ciudad.
Su tercera obra de alto relieve y crítica internacional favorable fue el edificio del Hotel Jaragua, admirado en su época como una innovación en la arquitectura hotelera. A este sigue su serie: Hotel Hamaca, Hispaniola, Casino de Güibia, Hipódromo Perla Antillana, la planta de la Cervecería Nacional y el edificio de Bomberos Civiles.
En la construcción de la Feria de la Paz y Confraternidad del Mundo Libre o Centro de los Héroes, a la cabeza de los cuales se destaca el ayuntamiento, la obra de la cual él se sentía satisfecho, y evidentemente un magnífico edificio de interpretación moderna.
Finalmente e independientemente de los edificios de apartamentos mencionados, las residencias Cabral Vda. Vicini, Troncoso, y otras tantas más. Entre sus primeras casas y probablemente la de mayor interés histórico, está la casa de Fiallo de la avenida Independencia obra que conjuntamente al edificio Copello, lo entronca con la lingüística plástica del movimiento racionalista y específicamente con Le Corbusier.
Al final de su vida pudo todavía desde la oficina del arquitecto William Reid, plantear algunas ideas novedosas, terminando con el diseño del Bank of America en la ciudad colonial, frente a la Catedral de Santo Domingo, en un intento que podría considerarse posmoderno.
Guillermo González muere el 13 de noviembre de 1970 y es considerado como el padre de la arquitectura moderna en la República Dominicana.

## Obras notables
- Hotel Jaragua
- Hotel Hamaca
- Hotel Hispanola
- Casino de Güibía
- Hipódromo Perla Antillana
- Edificio Copelo
- La planta de la Cervecería Nacional
- Edificio de Bomberos Civiles
- Feria de La Paz y Confraternidad del Mundo Libre
- Parque Ramfís (actual Eugenio María de Hostos)